# Worcester (Vermont)
Worcester es un pueblo ubicado en el condado de Washington en el estado estadounidense de Vermont. En el año 2010 tenía una población de 998 habitantes y una densidad poblacional de 9.9 personas por km².

## Geografía
Worcester se encuentra ubicada en las coordenadas 44°23′53″N 72°33′12″O / 44.39806, -72.55333. Según la Oficina del Censo, la ciudad tiene un área total de 100.6 km² (38.8 sq mi), de la cual 100.4 km² (38.7 sq mi) es tierra y 0.2 km² (0.1 sq mi) (0.21%) es agua.

## Demografía
Según la Oficina del Censo en 2000, los ingresos medios por hogar en la localidad eran de $39.732, y los ingresos medios por familia eran $48.750. Los hombres tenían unos ingresos medios de $32.083 frente a los $27.083 para las mujeres. La renta per cápita para la localidad era de $19.698. Alrededor del 6.0% de las familias y el 8.5% de la población estaban por debajo del umbral de pobreza.